# Estación General Fernández Oro
General Fernández Oro es una estación de ferrocarril ubicada en la ciudad de General Fernández Oro, en el Departamento General Roca, Provincia de Río Negro, Argentina. En la actualidad en su edificio funciona el Museo Estación Cultural Lucinda Larrosa (MEC).

## Servicios
Pertenece al Ferrocarril General Roca en su ramal entre Bahía Blanca y Zapala.
No presta servicios de pasajeros desde 1993, sin embargo por sus vías corren trenes de carga, a cargo de la empresa Ferrosur Roca.

## Ubicación
Se encuentra emplazado en la Ruta Provincial 65, a la altura del kilómetro 1181, en la Ciudad de General Fernández Oro. 